# Museo Civico Luigi Mallé di Dronero
Das Museo Civico Luigi Mallè di Dronero ist ein Museum im norditalienischen Ort Dronero im Mairatal, das sich der Geschichte und Kultur der Stadt widmet. Es wurde 1995 auf der Grundlage von Sammlung und Testament des Kunsthistorikers Luigi Mallè gegründet und befindet sich im ehemaligen Wohnhaus der Familie des Gründers in der Via IV Novembre 54.

## Geschichte
Der Gründer und Namensgeber des Museums, Luigi Mallè, wurde 1920 in Turin geboren. Seine Eltern stammten aus Dronero. Luigi Mallè wurde Kunsthistoriker und avancierte zum Direktor bedeutender Museen in Turin und zum Hochschuldozenten. Zugleich wurde er zum Raritäten- und Kunstsammler. In seinem Testament sah Mallè vor, dass nach seinem Tod sein Haus der Kommune Dronero vermacht werden sollte, um dort seine überaus heterogene Sammlung unterzubringen. 

## Konzept
Stücke aus dem 16. bis 20. Jahrhundert befinden sich heute im Erdgeschoss, während das Obergeschoss dem Leben Mallès gewidmet ist. Dazu gehören 42 Einrichtungsgegenstände und Mobiliar, 59 Keramikarbeiten, die aus China, Japan, aber auch aus Frankreich und Großbritannien stammen, dann 129 Gemälde und Zeichnungen, die zwischen dem frühen 17. und der Mitte des 20. Jahrhunderts entstanden waren, schließlich 204 Fotografien, acht Uhren aus dem 19. Jahrhundert, 38 Drucke (1750–1890), 15 Glasarbeiten. Hinzu kommen Majoliken, Spielzeuge oder Schallplatten (Opern), schließlich ein Salotto der 2. Hälfte des 19. Jahrhunderts sowie ein Esszimmer im Stil der Neorenaissance.
Im Erdgeschoss finden sich Stoffe aus dem späten 16. Jahrhundert oder eine polychrome Holzstatue aus der Trientiner Schule von Stefano Lamberti. Aus dem 17. Jahrhundert finden sich Gemälde wie die Allegoria dell'Angelo custode von Charles Dauphin sowie eine Reihe flämischer und holländischer Arbeiten. Im Saal des Settecento werden Arbeiten von Giovanni Battista Crosato, Francesco De Mura, Giovan Domenico Molinari ausgestellt, sowie Rokokodrucke von Johann Wolfgang Baumgartner. Im Saal des Ottocento finden sich Arbeiten der Landschaftsmaler des späten 19. Jahrhunderts, während der letzte Ausstellungsraum den Malern des 20. Jahrhunderts gewidmet ist.
Besonderen Wert legt das Haus auf die schuldidaktische Arbeit. Die in Reiseführern gelegentlich angegebene Website www.museoluigimalle.it existiert derzeit nicht mehr.